# Estigmene perrotteti
Estigmene perrotteti là một loài bướm đêm thuộc phân họ Arctiinae, họ Erebidae.